# Emanuel Biancucchi
Emanuel Adrián Biancucchi Cuccitini (* 28. Juli 1988 in Rosario) ist ein argentinischer Fußballspieler, der auch die italienische Staatsangehörigkeit besitzt. Seit 2022 steht er bei Resende FC in Brasilien unter Vertrag.

## Laufbahn
Biancucchi begann vergleichsweise spät mit dem Fußballspielen im Verein. Erst im Alter von 18 Jahren schloss er sich den Newell’s Old Boys an. Im Sommer 2008 wurden Vertreter des damaligen Zweitligisten TSV 1860 München auf ihn aufmerksam und holten Biancucchi an die Grünwalder Straße in der Isarstadt. Er war dort für die U23 in der Regionalliga Süd vorgesehen. Laut DFB-Statut durften dort allerdings keine Ausländer eingesetzt werden, deren Heimatland nicht der EU angehört. Biancucchi hatte jedoch italienische Vorfahren und so beantragte er einen italienischen Pass, mit dem er für die U23 spielberechtigt gewesen wäre. Er ging ebenso wie die Vereinsverantwortlichen davon aus, dass es sich bei der Erteilung des Passes um eine reine Formsache handele.
Zur Winterpause der Spielzeit 2008/09 hatte er den italienischen Pass jedoch noch nicht erhalten, sodass er bisher noch nicht zum Einsatz gekommen war. In der Vorbereitung zur Rückrunde bestritt er acht Partien für die U23, zu seinem ersten Pflichtspieleinsatz kam er aber auch in der Rückrunde nicht. Stattdessen trainierte er immer wieder auch bei den Profis mit, wo er auch ohne italienischen Pass spielberechtigt gewesen wäre. Nach Saisonende wurde er erstmals bei den Profis eingesetzt, auch wenn es sich hierbei nur um ein Freundschaftsspiel handelte. In der Sommervorbereitung kam er in mehreren Testspielen der U23 zum Einsatz.
Am ersten Spieltag der neuen Regionalligaspielzeit kam Biancucchi schließlich zu seinem ersten Pflichtspieleinsatz für die kleinen Löwen. Möglich geworden war dies durch eine Sondergenehmigung des SFV und BFV. Nach diesem ersten Einsatz am 7. August 2009 gegen Hessen Kassel kam er auch zwei Wochen später im Spiel gegen die zweite Mannschaft des 1. FC Nürnberg zum Einsatz. Danach entzog ihm allerdings der DFB die Sondergenehmigung wieder. Da er weiter auf die Ausstellung seines italienischen Passes wartete, hatte er seitdem erneut keine Spielberechtigung für die U23.
Im Anschluss trainierte er ausschließlich mit den Profis des TSV 1860 und wurde in den folgenden Wochen in drei Testspielen eingesetzt. Nachdem er beim Spiel in St. Pauli erstmals dem erweiterten Kader angehört hatte, gab er im nächsten Ligaspiel am 17. Oktober 2009 sein Debüt im Profifußball, er stand gegen den MSV Duisburg in der Startaufstellung.
Biancucchi spielt meist im offensiven Mittelfeld, er selbst gibt die „10er-Position“ als seine Lieblingsposition an. Anfang Oktober 2009 bescheinigte ihm Trainer Ewald Lienen einerseits eine besonders gute Ballkontrolle und die Fähigkeit, tödliche Pässe zu spielen, andererseits aber eine Anfälligkeit für fatale Ballverluste.
Im Sommer 2010 verlängerte er seinen auslaufenden Vertrag mit den Münchner Löwen bis 2012. Ende Oktober 2010 erhielt er schließlich den italienischen Pass und ist damit nun EU-Bürger.
In der folgenden Winterpause wechselte Biancucchi zum spanischen Zweitligisten FC Girona. Dort wurde er jedoch nicht eingesetzt.
Im Sommer 2011 beendete Biancucchi seinen Aufenthalt in Europa und kehrte nach Südamerika zurück. Dort unterschrieb er einen Vertrag beim paraguayischen Erstligisten und Aufsteiger Independiente de Campo Grande, bei dem er in der Saison 2011 größtenteils als Einwechselspieler zu zehn Einsätzen kam, in denen er ein Tor erzielte. In der Saison 2012 erkämpfte er sich einen Stammplatz und erzielte in 39 Spielen acht Tore. Der Verein stieg am Ende des Jahres ab und Biancucchi wechselte ablösefrei im Januar 2013 zu Olimpia Asunción.

## Persönliches
Emanuel Biancucchi hatte einen italienischen Urgroßvater; die italienische Schreibweise des Familiennamens ist Biancucci. Sein Bruder Maxi Biancucchi ist auch Fußballspieler. Zudem ist der mehrfache Weltfußballer Lionel Messi sein Cousin.